# Дуб Василя Каразіна
Дуб Василя Каразіна. Обхват 5 м, вік близько 400 років, висота 25 м. Росте в Харкові на території Саду Шевченка. Названий на честь В. Н. Каразіна, засновника Харківського універститету. Має статус ботанічної пам'ятки природи.